# Mission de lutte contre le décrochage scolaire
La Mission de lutte contre le décrochage scolaire (sigle : « MLDS »), anciennement : la Mission générale d'insertion (sigle : « MGI »), est un dispositif scolaire de prévention contre le décrochage au sein des établissements publics locaux d'enseignement (EPLE). Elle intervient « en amont et en aval de la rupture de formation. En amont, elle prévient les ruptures de formation en anticipant sur les causes de sortie sans qualification des élèves de 16 ans et plus. En aval, elle repère les jeunes qui sont sortis depuis moins d'un an avant l'obtention d'un premier niveau de formation, les accueille, les remobilise dans une dynamique de formation et prépare les bases d'une qualification. »

## Légalité
La mission générale d'insertion doit assurer le suivi vers l'accès à la qualification de chaque jeune qui sort sans solution du système éducatif, et ce pendant l'année suivant sa sortie. Ses principes sont fixés dans le code de l'éducation : au sein de la loi d'orientation sur l'éducation du 10 juillet 1989, dans la loi relative au travail, à l'emploi et à la formation professionnelle du 21 décembre 1993, dans la loi du 29 juillet 1998, relative à la lutte contre les exclusions, dans la loi d'orientation et de programme pour l'avenir de l'école du 23 avril 2005, et dans la circulaire n°2013-035 du 29 mars 2013 relative aux Réseaux Formation Qualification Emploi (FoQualE).

## Actions
La mission générale d'insertion prévoit deux types d'actions :
- des actions de prévention de la rupture et de préparation à la qualification, sous la responsabilité des établissements scolaires.
- des actions de remotivation et de préparation à la qualification des élèves déjà sortis du système éducatif (depuis moins d'un an) sont prises en charge par le personnel de l'établissement et par des personnels spécifiques en coordination pédagogique (extérieurs à l'établissement).

## Mise en œuvre dans les EPLE
Dans les établissements publics locaux d'enseignement (EPLE), la mission générale d'insertion est sous l'autorité du chef d'établissement. Son déploiement est intégré dans le projet d'établissement sous des formes variées :
- mise en place de démarches pédagogiques pour remotiver les élèves et les aider à se projeter dans un parcours de formation ;
- mesures d'accueil et d'intégration ;
- information et découverte des métiers et de l'entreprise ;
- travail par projet pédagogique ;
- une cellule de veille et de prévention (CVP) ou un groupe d'aide à l'insertion (GAIN) est constituée pour la prise en charge des élèves en difficulté et en risque de décrochage. Elle peut réunir des personnels enseignants, d’éducation, d'orientation, sociaux et de santé.

## Analyse
La Direction générale de l'enseignement scolaire (DGESCO) a effectué une étude sur les résultats de la mission générale d'insertion en 2007 et 2008. Les conclusions montrent que les MGI permettent d'éviter les décrochages scolaires sans qualifications.